# Kriasos
Kriasos (altgriechisch Κρίασος Kríasos) ist in der griechischen Mythologie der Sohn des Argos und der Euadne, der Tochter des Strymon.
Seine Geschwister sind Peiras, Epidauros und Ekbasos. Sein Nachfolger wurde Phorbas, wobei nicht ganz klar ist, ob dieser sein Bruder oder sein Sohn war.